# NGC 1274
NGC 1274 (другие обозначения — MCG 7-7-62, ZWG 540.102, PGC 12413) — эллиптическая галактика (E3) в созвездии Персей. Открыта Лоуренсом Парсонсом в 1875 году. Описание Дрейера: «очень тусклый, очень маленький объект».
Этот объект входит в число перечисленных в оригинальной редакции «Нового общего каталога».